# Super League 2005
La Super League de 2005 fue la 111.ª temporada del rugby league de Inglaterra y la décima edición con la denominación de Super League, es el torneo de rugby league más importante de Inglaterra.

## Formato
Los equipos se enfrentaron en formato de todos contra todos, los primeros seis clasificados disputaron la postemporada, mientras que los últimos dos clasificados descienden a segunda división.
Se otorgaron 2 puntos por cada victoria, 1 por el empate y 0 por la derrota.

## Desarrollo

### Tabla de posiciones
| Pos. | Equipo                     | Encuentros | Encuentros | Encuentros | Encuentros | Tantos | Tantos | Tantos | Puntos |
| Pos. | Equipo                     | PJ         | PG         | PE         | PP         | F      | C      | Dif.   | Puntos |
| ---- | -------------------------- | ---------- | ---------- | ---------- | ---------- | ------ | ------ | ------ | ------ |
| 1    | St Helens RFC              | 28         | 23         | 1          | 4          | 1028   | 537    | +491   | 47     |
| 2    | Leeds Rhinos               | 28         | 22         | 0          | 6          | 1150   | 505    | +645   | 44     |
| 3    | Bradford Bulls             | 28         | 18         | 1          | 9          | 1038   | 684    | +354   | 37     |
| 4    | Warrington Wolves          | 28         | 18         | 0          | 10         | 792    | 702    | +90    | 36     |
| 5    | Hull FC                    | 28         | 15         | 2          | 11         | 756    | 670    | +86    | 32     |
| 6    | London Broncos             | 28         | 13         | 2          | 13         | 800    | 718    | +82    | 28     |
| 7    | Wigan Warriors             | 28         | 14         | 0          | 14         | 698    | 718    | −20    | 28     |
| 8    | Huddersfield Giants        | 28         | 12         | 0          | 16         | 742    | 791    | −49    | 24     |
| 9    | Salford City Reds          | 28         | 11         | 0          | 17         | 549    | 732    | −183   | 22     |
| 10   | Wakefield Trinity Wildcats | 28         | 10         | 0          | 18         | 716    | 997    | −281   | 20     |
| 11   | Widnes Vikings             | 28         | 6          | 1          | 21         | 598    | 1048   | −450   | 13     |
| 12   | Leigh Centurions           | 28         | 2          | 1          | 25         | 445    | 1210   | −765   | 5      |

|  | Clasificados a postemporada.  |
|  | Desciende a Segunda división. |

### Postemporada

#### Fase Preliminar
| 23 de septiembre | Bradford Bulls | 44 - 22 | London Broncos |  |  |

| 24 de septiembre | Warrington Wolves | 6 - 40 | Hull FC |  |  |

#### Finales de eliminación
| 1 de octubre | Bradford Bulls | 71 - 0 | Hull FC |  |  |

#### Finales de clasificación
| 30 de septiembre | St Helens RFC | 16 - 19 | Leeds Rhinos |  |  |

#### Semifinal
| 7 de octubre | St Helens RFC | 18 - 23 | Bradford Bulls |  |  |

#### Final
| 15 de octubre | Leeds Rhinos | 6 - 15 | Bradford Bulls | Old Trafford, Mánchester        |  |
|               |              |        |                | Asistencia: 65.728 espectadores |  |

| Bandera de Inglaterra  |
| Campeón Bradford Bulls |
| Sexto título           |